# Babble.com
Pour les articles homonymes, voir Babble.
Babble est un magazine en ligne et un réseau de blogs à destination des jeunes parents instruits et urbains. Le site regroupe un large réseau de blogs de parents employés sur les sujets de la parentalité et l'éducation des enfants. Fondé en décembre 2006, il faisait partie du Disney Digital Network avant sa fermeture en décembre 2018.

## Historique
Babble a été lancé en décembre 2006 par les cofondateurs Rufus Griscom et Alisa Volkman. Un an après, le site atteint un demi-million de lecteurs par mois. Babble Médias devient une société indépendante en 2009. 
Le 14 novembre 2011, Disney Interactive Media Group achète Babble,,. Le site Business Insider estime la transaction à 40 millions d'USD.
Le 2 mai 2017, Disney présente son nouveau réseau numérique nommé Disney Digital Network regroupant ses productions de contenus Disney, Marvel, Star Wars avec Maker Studios,,. Maker Studios disparaît au profit de Disney Digital Network et les marques Oh My Disney, Disney Style, Disney Family, Babble et Polaris regroupent les différents éditeurs des chaînes de médias sociaux,.
Le 7 janvier 2019, le site TechCrunch indique que le site Babble.com a fermé mi-décembre 2018, site acheté 40 millions d'USD par Disney en 2011

## Contributeurs
- Shalom Auslander
- Samantha Bee
- Thomas Beller
- Claire Diaz-Ortiz
- Jenny Lawson
- Joel Stein
- Heather Spohr
- Ali Wentworth